# Palácio de Domiciano

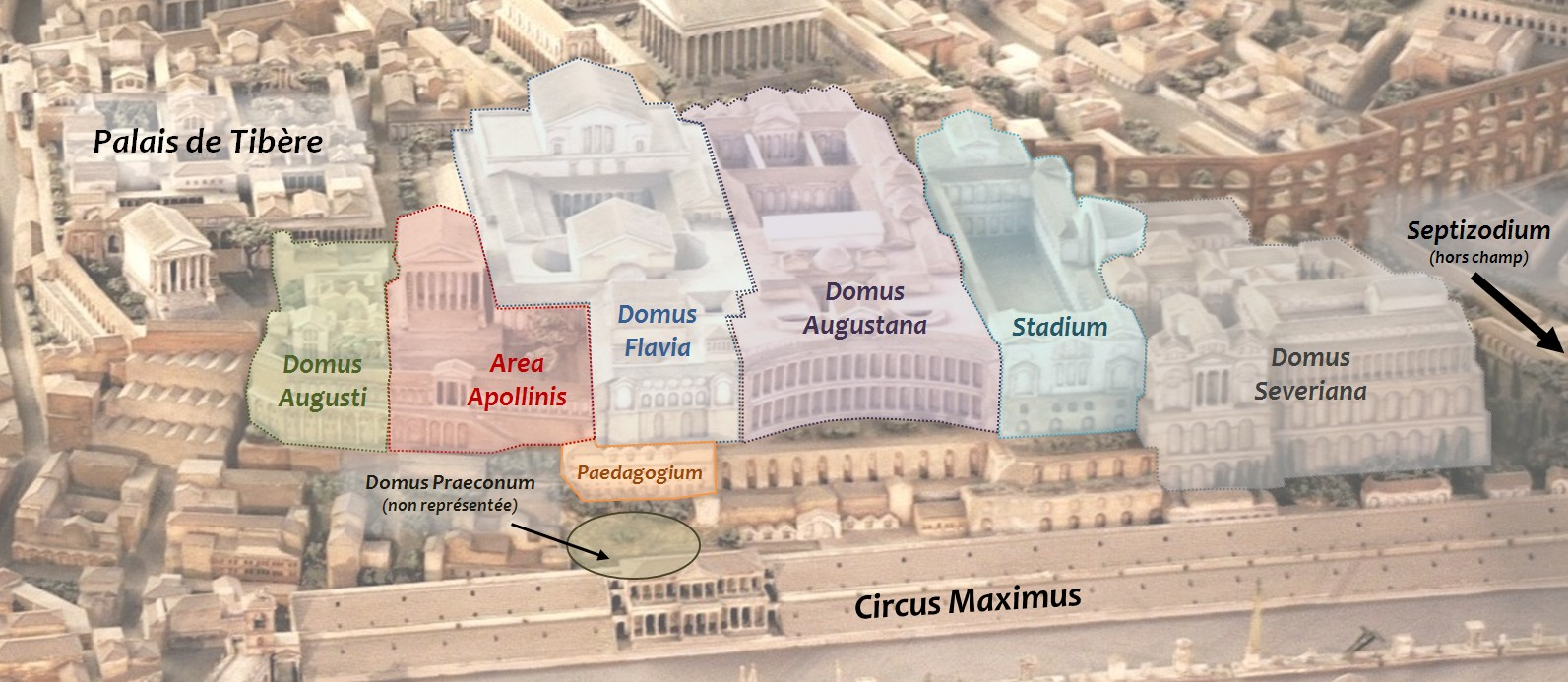
Nomes de partes do palácio

O Palácio de Domiciano foi construído como residência oficial do imperador romano Domiciano em 81-92 d.C. e foi usado como tal pelos imperadores subsequentes. Os seus restos estão no topo e dominam o Monte Palatino em Roma, ao lado de outros palácios.
O Palácio é uma estrutura maciça hoje dividida em três áreas, em parte seguindo a forma como os negócios e a vida privada foram separados para que pudessem ser conduzidos em paralelo. Os nomes modernos usados para essas peças são:
- a Domus Flavia
- a Domus Augustana[2]
- o jardim ou "estádio".

Não foi totalmente exposto porque as peças estão sob edifícios mais recentes.
O palácio foi um dos muitos projectos arquitectónicos de Domiciano, a renovação do Circo Máximo, a renovação do Panteão e três templos deificando os membros da sua família: o templo de Vespasiano e Tito, o Porticus Diuorum e o Templo da Gente Flávia .

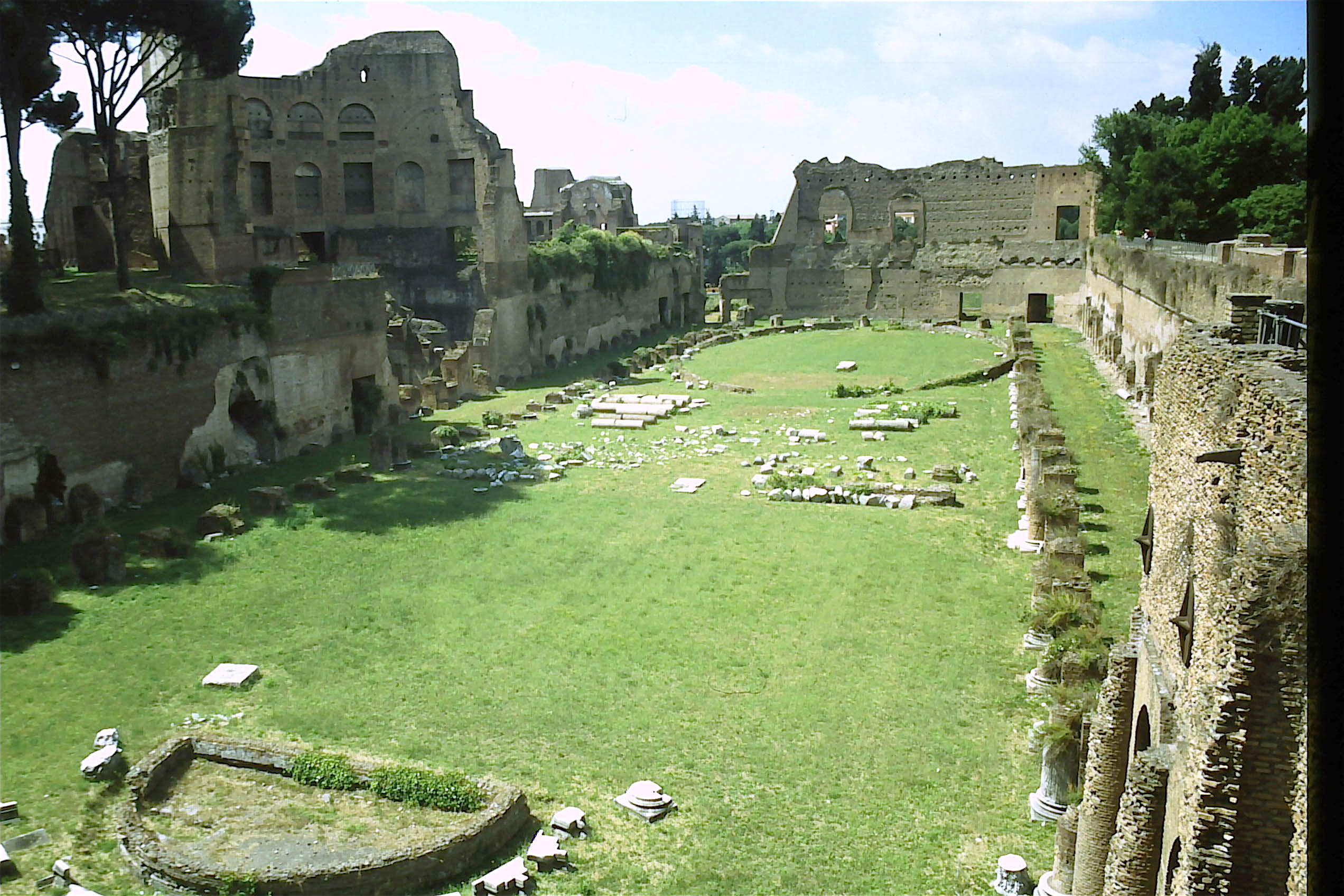
Jardim ou "estádio" do Palácio de Domiciano